# 基烏扎鄉
47°14′N 24°15′E / 47.233°N 24.250°E
基烏扎鄉（羅馬尼亞語：Comuna Chiuza, Bistrița-Năsăud），是羅馬尼亞的鄉份，位於該國西北部，由比斯特里察-訥瑟烏德縣負責管轄，面積44平方公里，海拔高度277米，2007年人口2,288，人口密度每平方公里52人。